# Han Wudi
Han Wudi eller Wu Han (traditionell kinesiska: 汉武帝?, förenklad kinesiska: 汉武帝?, pinyin: Hànwǔdì), född 156 f.Kr., död 29 mars 87 f.Kr., var den sjunde kejsaren av Handynastin i Kina och härskade från 141 f.Kr. till 87 f.Kr.
Kejsar Wu är mest känd för den stora territoriella expansion som skedde under hans regeringstid liksom den starka och centraliserade konfucianska staten han organiserade.[källa behövs] Dynastins gränser sträckte sig från nuvarande Kirgizistan i väst till Nordkorea i nordöst och till norra Vietnam i söder.
Han sände under 130-talet f.Kr officeren Zhang Xian till Baktrien och Västturkestan för att alliera sig med yuezhifolket mot hunnerna. Detta misslyckades, men de geografiska fakta Zhang samlade in kunde användas för karavaner resande mellan Kina och västerlandet. För att säkra karavanvägen behövde hunnerna dock bekämpas, vilket kejsaren då tog itu med. 121 drevs de bort från yuezhis gamla trakter, och i början av 110-talet togs tusentals hunnerkrigare till fånga i ett slag där deras härskare stupade. Problem med hunnerna uppstod igen under 90-talet, och först efter att ha besegrat dem ännu en gång kunde sidenvägen öppnas på allvar.
Efter att mynt vars värde översteg metallvärdet hade orsakat inflation under 120-talet förbättrades ekonomin när Sang Hong-yang tillsattes som finansminister år 119 f.Kr. Denne införde ett statligt transportsystem och stödköp av nyckelvaror under tider när priserna sjönk.
Konfucianismen fick en stärkt ställning under kejsar Wus tid. Ett universitet grundades i Chang-an där de rekonstruerade konfucianska skrifterna studerades. Kejsaren var dock inte konfucian själv då han var vidskeplig och intresserade sig för trollkarlar och livselixir.
Han nämns i den kinesiska historien som den största kejsaren av Handynastin och en av de största kejsarna i Kinas historia.